# Lagos Kamysh-Samarskiye
Los lagos de Kamysh-Samarskiye (en ruso: Камыш-Самарские озера son un sistema de lagos en la provincia de Kazajistán Occidental, en Kazajistán, situados en dos hileras, separadas por una cadena de colinas arcillosas con cúpulas salinas.
Están situados en la parte sudeste de la provincia, en la frontera del óblast de Astracán de Rusia. Se extienden por 100 km de este a oeste y de  en la frontera con la región de Astraján Rusia. Los lagos extienden del este al occidente 100 kilómetros y de norte a sur 60 kilómetros, están unidos por canales. Tienen las orillas limosas, fangosas, cubiertas de espeso junco. Alrededor de los lagos existen prados de pasto. En los lagos desembocan los ríos Mali Uzen y Bolshói Uzen. El agua de los lagos es ligeramente salada. Ricos en peces, eran explotados para la pesca en época soviética.